# Charles Joseph Doherty

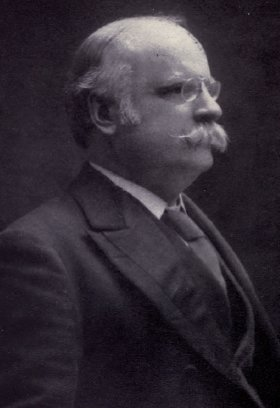
Charles Joseph Doherty (1908)

Rt. Hon. Charles Joseph Doherty, PC, KC (* 11. Mai 1855 in Montreal, Québec; † 28. Juli 1931) war ein kanadischer Jurist, Hochschullehrer und Politiker der Konservativen Partei Kanadas und später der Unionistischen Partei, der unter anderem zwischen 1908 und 1921 Mitglied des Unterhauses sowie von 1911 bis 1921 Justizminister und Generalstaatsanwalt im neunten, zehnten und elften kanadischen Kabinett war. Als Vertreter Kanadas gehörte er zu den Teilnehmern der Pariser Friedenskonferenz 1919.

## Leben
Charles Joseph Doherty, Sohn des aus Irland stammenden Juristen Marcus Doherty, einem Richter am Obersten Gerichtshof der Provinz Québec und dessen Ehefrau Elizabeth O’Halloran Doherty, begann nach dem Besuch des Collège Sainte-Marie de Montréal ein Studium der Rechtswissenschaften an der McGill University in Toronto, welches er mit einem Bachelor of Laws (LL.B.) beendete. Für höchste akademische Verdienste wurde ihm dort 1876 die „Elizabeth Torrance“-Goldmedaille der Universität verliehen. Er war als Bankmanager tätig und nahm nach seiner anwaltlichen Zulassung 1877 eine Tätigkeit als Rechtsanwalt auf und unterrichtete zudem als Dozent Bürgerliches Recht und Internationales Recht an der McGill University. 1885 nahm er als Leutnant des 65. Bataillons der „Mount Royal Rifles“ an der Niederschlagung der Nordwest-Rebellion teil, ein Aufstand der Métis und lokaler Sippen vom Stamm der Cree- und Assiniboine-Indianer gegen die Kanadische Regierung auf dem Gebiet der heutigen Provinz Saskatchewan. Für seine juristischen Verdienste wurde er 1887 zum Kronanwalt (KC) ernannt und fungierte zwischen 1891 und 1906 als Richter am Obergericht von Québec. 1909 wurde er zum Professor für Bürgerliches Recht und Internationales Recht an die McGill University berufen.
Bei der Unterhauswahl am 26. Oktober 1908 wurde Doherty für die Konservative Partei Kanadas im Wahlkreis „St. Anne“ mit 2881 Stimmen erstmals zum Mitglied des Unterhauses gewählt und konnte sich dabei gegen den bisherigen Wahlkreisinhaber Liberalen Partei Joseph Charles Walsh durchsetzen, auf den 2811 Stimmen entfielen. Bei den Wahlen am 21. September 1911 mit 3319 und am 17. Dezember 1917 für die Unionistische Partei mit 8346 Stimmen in diesem Wahlkreis jeweils wiedergewählt, so dass er dem Parlament von Kanada bis zum 5. Dezember 1921 rund 13 Jahre lang angehörte. Bei der darauf folgenden Unterhauswahl am 6. Dezember 1921 wurde sein Vorgänger Joseph Charles Walsh für die Liberale Partei mit 10.742 Stimmen wieder zum Mitglied des Unterhauses für den nunmehrigen Wahlkreis „St. Ann“ gewählt.
Am 10. Oktober 1911 wurde Charles Doherty als Justizminister und Generalstaatsanwalt in das neunte kanadische Kabinett Premierminister Robert Borden berufen und bekleidete diese Ämter zwischen dem 12. Oktober 1917 und dem 10. Juli 1920 auch im zehnten Kabinett von Premierminister Borden sowie vom 10. Juli 1920 bis zum 20. September 1921 zudem im elften Kabinett Kanadas unter Premierminister Arthur Meighen, ehe am 4. Oktober 1921 Richard Bedford Bennett neuer Justizminister und Generalstaatsanwalt wurde. Aufgrund seiner Berufung zum Kabinettsminister am 10. Oktober 1911 war formell eine Nachwahl im Wahlkreis „St. Anne“ notwendig, die er am 27. Oktober 1911 per Akklamation gewann. Während seiner Parlamentszugehörigkeit war er Mitglied zahlreicher Ständiger Ausschüsse. Daneben war er während der zwölften Legislaturperiode (1911 bis 1917) zeitweise Vorsitzender des Sonderausschusses für die Durchführung des Gesetzes zur Wahl von Mitgliedern des Unterhauses sowie Vorsitzender des Sonderausschusses zur Prüfung von Änderungen des Strafgesetzbuches. In der 13. Legislaturperiode fungierte er ferner zeitweilig als Vorsitzender des Sonderausschusses für den Gesetzentwurf Nr. 131 für das Gesetz zur Änderung des Strafgesetzbuches in der französischen Fassung sowie des Weiteren als Vorsitzender des Sonderausschusses zum Gesetzentwurf Nr. 12 für das Gesetz zur Änderung und Konsolidierung des Urheberrechtsgesetzes. Als Vertreter Kanadas gehörte er neben Premierminister Robert Borden, Handels- und Gewerbeminister George Eulas Foster und dem Minister für Zölle und Inlandssteuern Arthur Sifton zu den Teilnehmern der Pariser Friedenskonferenz 1919.